# Eyzin-Pinet
Eyzin-Pinet is een gemeente in het Franse departement Isère (regio Auvergne-Rhône-Alpes). De plaats maakt deel uit van het arrondissement Vienne. Eyzin-Pinet telde op 1 januari 2022 2.301 inwoners.

## Geografie
De oppervlakte van Eyzin-Pinet bedroeg op 1 januari 2022 28,44 vierkante kilometer; de bevolkingsdichtheid was toen 80,9 inwoners per km².

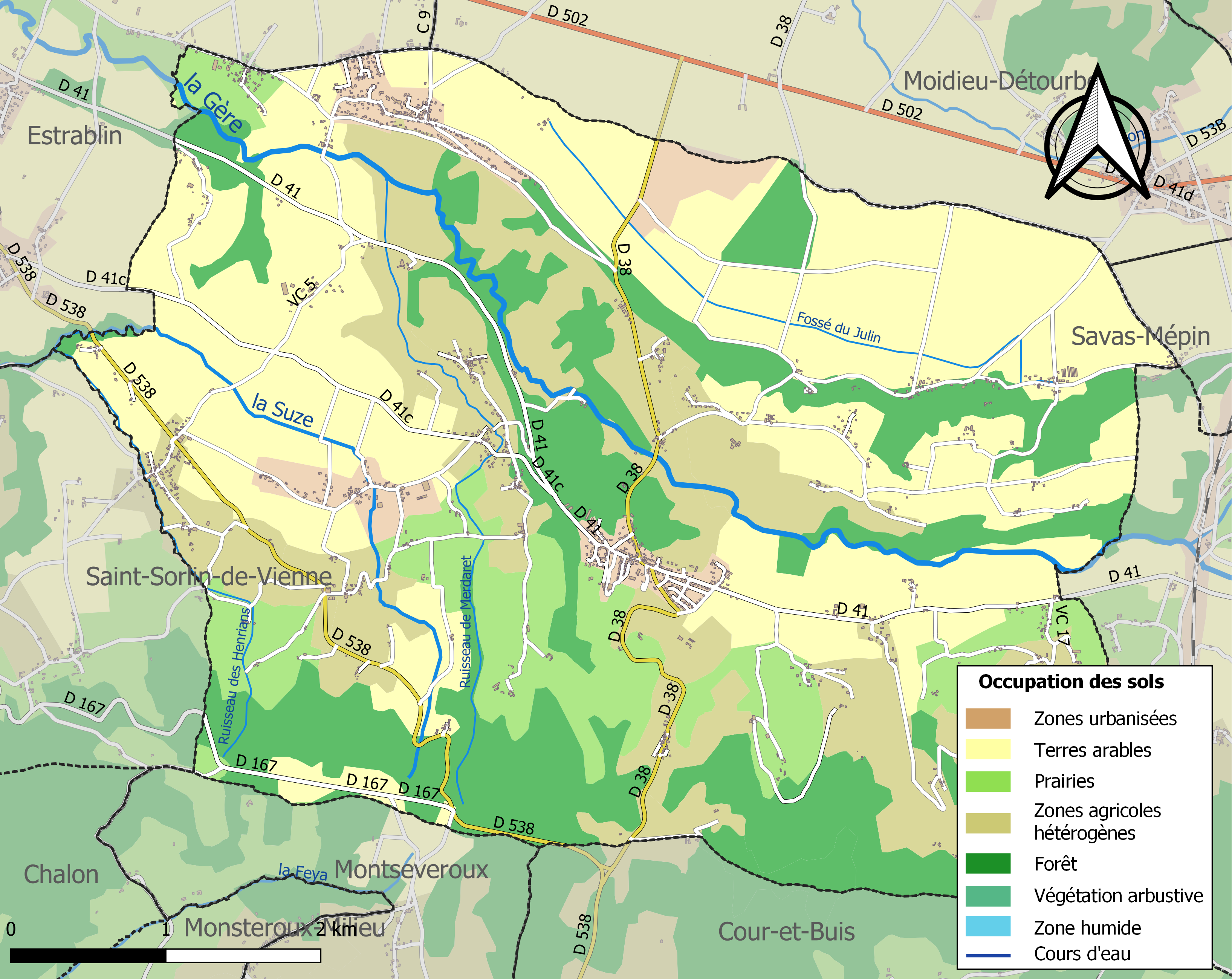
Kaart van de gemeente met de belangrijkste infrastructuur, bodemgebruik en omliggende gemeenten

## Demografie
Onderstaande figuur toont het verloop van het inwonertal (bron: INSEE-tellingen).